# Valtatie 10
Pour les articles homonymes, voir Valtatie et Route nationale 10.
La Route nationale 10  (en finnois : Valtatie 10, en suédois : Riksväg 10) est une route nationale de Finlande menant de  Turku à Hämeenlinna.
Elle mesure 167 kilomètres de long.

## Trajet

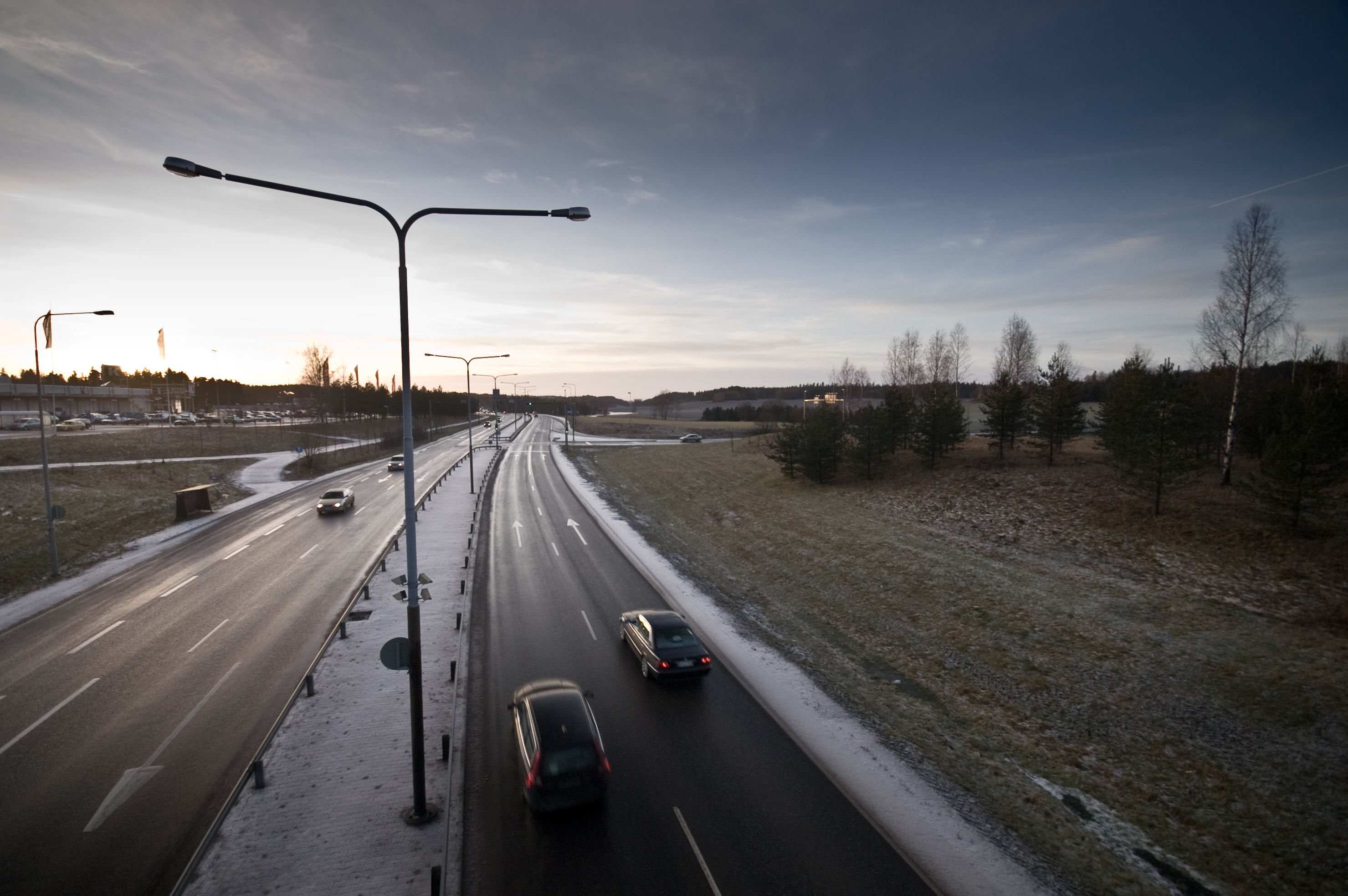
La Valtatie 10 à Auranlaakso, Kaarina.

La route nationale 10 traverse les municipalités suivantes :
Turku – Kaarina – Lieto – Tarvasjoki – Marttila – Koski Tl  – Somero – Ypäjä – Jokioinen – Forssa – Tammela – Hämeenlinna.